# Tristan Gale
Tristan Gale (ur. 10 sierpnia 1980 w Ruidoso) – amerykańska skeletonistka, mistrzyni olimpijska i brązowa medalistka mistrzostw świata.

## Kariera
Największy sukces w karierze osiągnęła w 2002 roku, kiedy zdobyła złoty medal podczas igrzysk olimpijskich w Salt Lake City. W zawodach tych wyprzedziła swą rodaczkę, Leę Ann Parsley i Alex Coomber z Wielkiej Brytanii. Był to pierwszy raz w historii, kiedy na igrzyskach kobiety rywalizowały w skeletonie, wobec czego Gale została pierwszą w historii mistrzynią olimpijską w tym sporcie. Na rozgrywanych rok później mistrzostwach świata w Nagano Amerykanka zajęła trzecie miejsce. Wyprzedziły ją tam Michelle Kelly z Kanady oraz Rosjanka Jekatierina Mironowa. Swoje jedyne podium w zawodach Pucharu Świata wywalczyła 30 listopada 2002 roku w Park City, gdzie była najlepsza. W klasyfikacji generalnej sezonu 2002/2003 zajęła trzecie miejsce za Michelle Kelly i jej rodaczką, Lindsay Alcock. W 2006 roku zakończyła karierę.